# کوورلرز
کوورلرز (به فرانسوی: Couvrelles) یک کمون (فرانسه) در فرانسه است که در ان (ا-دو-فرانس) واقع شده‌است. کوورلرز ۷٫۵ کیلومتر مربع مساحت دارد ۷۵ متر بالاتر از سطح دریا واقع شده‌است.